# Chiesa di San Giacomo (Piccadilly)
La chiesa di San Giacomo (St James's Church) è una chiesa anglicana che si trova a Piccadilly, nel centro di Londra.
La chiesa fu progettata da Sir Christopher Wren e consacrata nel 1684. Durante i bombardamenti della seconda guerra mondiale subì parecchi danneggiamenti. La chiesa è ancora usata per messe e altre funzioni, ma la comunità che la gestisce ha un approccio molto progressista; accoglie nel cortile esterno mostre d’arte e il Mercato di Piccadilly.

## Storia
Il conte di St. Alban, Henry Jermyn, durante l'esilio della famiglia reale Stuart a seguito della guerra civile, aiutò Carlo II Stuart a conquistare nuovamente il trono nel 1660. Questi non potendolo ripagare in moneta per il suo impegno, nel 1662 concesse a Henry Jermyn alcune terre, tra cui l’area oggi denominata St James, destinate ad edilizia residenziale. Palazzi, piazze e strade presero il posto della campagna.
Nel 1674, un pezzo residuo di terra sul lato meridionale di Piccadilly venne destinato alla costruzione di una chiesa.
L’incarico di progettare l’opera fu dato a Sir Christopher Wren. L’inizio delle costruzioni fu il 3 aprile 1676, mentre la consacrazione avvenne il 13 luglio 1684, da parte di Henry Compton, Vescovo di Londra.
L’edificio si presenta in stile gotico e fu ampliato e modificato diverse volte. Nel 1925 furono aggiunti la navata sud e il deambulatorio dietro l’abside e, nel 1962, fu ingrandita la navata a nord dove si trova il Battistero.
La chiesa subì notevoli danni a causa dei bombardamenti da parte dei tedeschi del 1940.

Diversi personaggi famosi furono battezzati nella chiesa, tra cui William Blake, battezzato nel 1757, George Thomas Smart, battezzato il 2 giugno del 1776, e Lord Chesterfield.

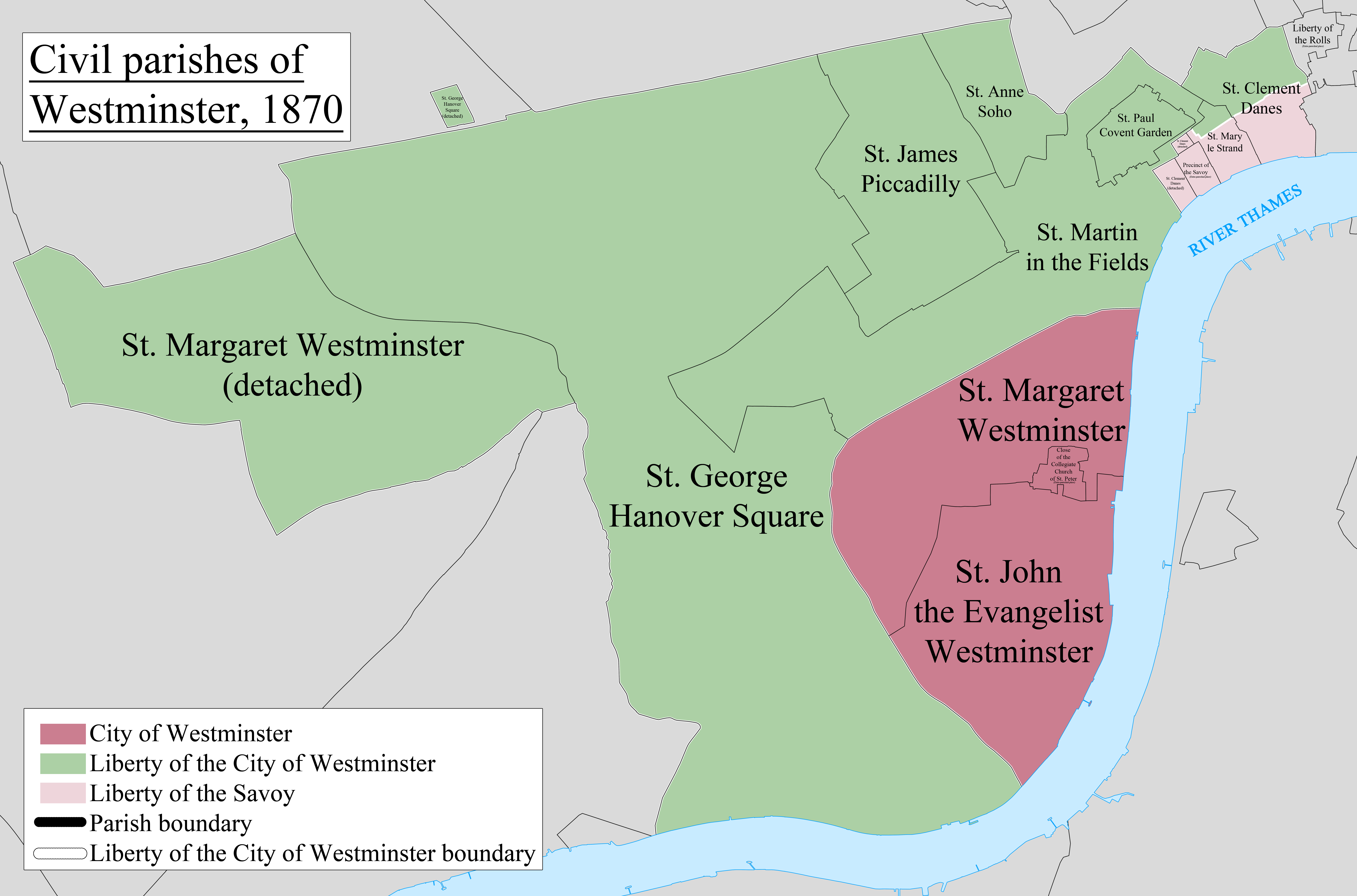
Mappa evidenziante il territorio parrocchiale

Nella chiesa di St James Piccadilly furono celebrati numerosi matrimoni come quello tra l'architetto Philip Hardwick e Julia Shaw nel 1819.
Nella cripta si trova la tomba del famoso botanico Benjamin Stillingfleet, insieme a quella di altri personaggi celebri. Nel vestibolo una lapide ricorda il pittore George Spencer Watson.
La parrocchia assunse anche una funzione amministrativa come parrocchia civile delle Libertà di Westminster, e come tale nel 1855 divenne un soggetto di governo metropolitano, finché confluì nel borgo metropolitano di Westminster nel 1900.

## Architettura
La chiesa di San Giacomo è considerata una delle più belle di Londra. L'edificio è costruito interamente in pietra.
Grazie alla sua semplicità e sobrietà dà allo spettatore un'idea di grandezza e prestigio: a tale effetto concorre anche la struttura slanciata che la caratterizza.
 La navata della chiesa è decorata con le immagini di diversi santi: San Giovanni Apostolo, San Giuseppe, San Giovanni Battista e San Michele Arcangelo, la Maria Vergine, Sant’Anna, Santa Lucia e Santa Clotilde.
Nella navata sud della chiesa di San Giacomo si trovano due importanti vetrate: una raffigura l’apparizione della Madonna alla pastorella Bernadette a Lourdes, mentre l’altra ritrae un ontano (pianta molto presente lungo il Tamigi) come simbolo dell’albero della vita.
Sulla finestra della navata nord sono raffigurati San Tommaso a Becket, Beato Hugh Faringdon, Beato John Rugg, Beato John Eynon e Beato Domenico Barberi.
La statua di san Giacomo, patrono della chiesa, presenta la spada e la palma che simboleggiano il suo martirio.
Molto famosa è anche la statua della Madonna Regina del Cielo, la quale, denominata anche Golden Lady, ha la particolarità di essere interamente ricoperta di foglie d’oro e porta sandali di colore rosso. L’organo è di fabbricazione italiana.
L'edificio, per la bellezza dei suoi interni, bilanciati e luminosi, rimase il preferito di Christopehr Wren.

## Mercato e eventi
Il Piccadilly Market è situato dentro il cortile della chiesa dal 1981 ed è operativo sei giorni a settimana, dal lunedì al sabato. La varietà della merce esposta è differente a seconda dei giorni: il lunedì e il martedì sono presenti i banchetti in cui si vendono pietanze; dal mercoledì al sabato si hanno invece mostre d'arte e mercati artigianali.
La chiesa è anche nota per i suoi concerti gratuiti tenuti all'ora di pranzo. I concerti serali sono invece a pagamento. Tra i cantanti che vi si sono esibiti si riconoscono anche gruppi come i R.E.M.
La chiesa ospita anche mostre d'arte. La prima esibizione fu quella dello scultore Hans Josephsohn, che si svolse tra settembre 2009 e gennaio 2010.
Da sempre la chiesa è considerata un riparo per i senza tetto che non sanno dove trascorrere la notte; la comunità che gestisce l'edificio dimostra perciò una forte attenzione verso i problemi sociali.